# クロエ・チュア
クロエ・チュア（繁体字: 蔡珂宜; 拼音: Cài Kēyí、2007年1月7日-  ）はシンガポールのヴァイオリニスト。シンガポール交響楽団のアーティスト・イン・レジデンス。

## 略歴
クロエ・チュアは2007年にシンガポールで生まれた。音楽教育者の母親から2歳半でピアノを、4歳でヴァイオリンを習い始め、同年から南洋芸術アカデミーで殷柯にヴァイオリンを師事した。
2017年に、アンドレア・ポスタッキーニ国際ヴァイオリンコンクール（カテゴリーA）で優勝。2018年に、クリスチャン・リと共に、ユーディ・メニューイン国際コンクールのジュニア部門で優勝した。
これまで、自国シンガポール以外において、イギリス、イタリア、中国、タイ、サウジアラビアなどの国々や、シンガポール・ヴァイオリン・フェスティバル、ニュー・ヴィルトゥオーシ・クイーンズウッド・マスタークラス、チンゲイ・フェスティバルなどのクラシック音楽祭などで演奏し、国内外で活動している。
過去に共演したオーケストラは、シンガポール交響楽団、厦門フィルハーモニー管弦楽団、ザルツブルク・チェンバー・ソロイスツ、ロシア国立ユース交響楽団、バーゼル室内管弦楽団、中国フィルハーモニー管弦楽団などが挙げられる。
2018年に、ヴァイオリン・デュオでユーチューバーのTwoSet ViolinがそのYouTubeチャンネルにおいて、「Is Ling Ling a GIRL?」というタイトルで、チュアのメニューイン国際コンクールの活躍を紹介、それ以降2024年まで、チュアはTwoSet ViolinのYouTubeに出演し、コラボを行った。
2022年から、シンガポール交響楽団がチュアをアーティスト・イン・レジデンスとして迎えられ、ヴィヴァルディの四季、何占豪と陳鋼によるヴァイオリンのための協奏曲『梁山泊と祝英台』、パガニーニのヴァイオリン協奏曲第1番などを収録している。

## 使用楽器
現在は、リン・コレクションから貸与されたジョヴァンニ・バッティスタ・グァダニーニによる1753年製のヴァイオリンを使用している。

## 受賞歴
以下は全てヴァイオリン部門である：
- 2015年：シンガポール国立ピアノ・ヴァイオリン・コンクール　ジュニア部門 第3位[5]
- 2016年：タイ第4回国際弦楽コンクール　ジュニア部門 優勝[5]
- 2016年：シンフォニー924（英語版）・ヤング・タレント・プロジェクト　ジュニア部門 優勝[17]
- 2017年：第2回朱海国際モーツァルト国際コンクール　ジュニア・カテゴリーA 第3位[4][5]
- 2017年：シンガポール国立ピアノ・ヴァイオリン・コンクール　ジュニア部門 優勝[5][18]
- 2017年：第24回アンドレア・ポスタッキーニ国際ヴァイオリン・コンクール　カテゴリーA 優勝[4][5]
- 2018年：ユーディ・メニューイン国際コンクール　ジュニア部門 優勝[19]